# بخش مرکزی شهرستان بویراحمد
بخش مرکزی شهرستان بویراحمد یکی از بخش‌های شهرستان بویراحمد در استان کهگیلویه و بویراحمد ایران است. مرکز این بخش، شهر یاسوج است.

## تقسیمات کشوری
- بخش مرکزی شهرستان بویراحمد
  - دهستان سررود جنوبی
  - دهستان سررود شمالی(شامل روستای‌های ده برآفتاب، گنجه‌ای بزرگ، سریز، گنجه کهنه، بلهزار، مهریان، گوشه، حبیب آباد مزدک، ده کهنه مزدک، مادوان، بنسنجان،)
  - دهستان دشت روم
  - دهستان کاکان

شهرها : یاسوج ، مادوان

## جمعیت
بنابر سرشماری مرکز آمار ایران، جمعیت بخش مرکزی شهرستان بویر احمد در سال ۱۳۸۵ برابر با ۱۷۹۶۸۴ نفر بوده‌است.